# 崔斗善
崔斗善（：／ Choi Tu-Son，1894年11月1日—1974年9月9日）大韩民国的独立运动家兼政治家。雅号覺泉（각천），历任第8届国务总理、联合国大会韩国代表、韩国红十字协会总裁等职务。六堂崔南善的弟弟。

## 生平
1917年毕业于日本早稻田大学哲学系，1919年任汉城中央中学校长。1922年开始前往德国马堡大学、 耶拿大学、柏林大学等高校学习哲学，1932年任京城专门学校理事会常务理事。
韩国光复后，离开教育界任汉城纺织株式会社社长，1947年任东亚日报社社长。东亚日报社社长在职期间作为联合国韩国代表，被派往战场。
1963年被高丽大学授予名誉哲学博士学位。1968年在母校——日本早稻田大学被授予名誉哲学博士学位。
本来是他对1963年成立的朴正熙政权持否定态度，但朴正熙的包容政策下1963年12月提名他为国务总理，并担任朴正熙政权的首届国务总理，因在野党反对屈辱外交，6个月后表明了辞职意向，专心演讲活动。1964年任京城纺织株式会社会长。1970年任国土统一院咨询委员。1971年任大韩红十字会总裁，1972年促成南北红十字会谈。